# 中浜町 (豊橋市)
中浜町（なかはまちょう）は、愛知県豊橋市の地名。

## 地理
豊橋市南西部に位置する。東は中野町、西は神ノ輪町・小浜町、南は王ケ崎町、北は潮崎町・東小浜町・藤沢町に接する。

### 河川
- 中浜池[1]

## 歴史

### 町名の由来
小浜町と東小浜町の間に位置することによる。

### 人口の変遷
国勢調査による人口および世帯数の推移。
| 1995年（平成7年）  | 360世帯 961人 |  |
| 2000年（平成12年） | 381世帯 974人 |  |
| 2005年（平成17年） | 376世帯 932人 |  |
| 2010年（平成22年） | 355世帯 769人 |  |
| 2015年（平成27年） | 432世帯 961人 |  |

### 沿革
- 1951年（昭和26年） - 豊橋市小浜町の一部により、同市中浜町が成立[2]。

## 交通
- 愛知県道平井牟呂大岩線[1]

### WEB
1. ↑  “愛知県豊橋市の町丁・字一覧”.   人口統計ラボ. 2023年4月13日閲覧。
2. ↑  総務省統計局 (2017年1月27日). “平成27年国勢調査の調査結果(e-Stat) - 男女別人口及び世帯数 －町丁・字等” (CSV). 2021年7月21日閲覧。
3. ↑  “愛知県豊橋市の郵便番号一覧”.   日本郵便. 2023年4月13日閲覧。
4. ↑  “市外局番の一覧” (PDF).   総務省 (2022年3月1日). 2022年3月22日閲覧。
5. ↑  総務省統計局 (2014年3月28日). “平成7年国勢調査の調査結果(e-Stat) - 男女別人口及び世帯数 －町丁・字等” (CSV). 2021年7月20日閲覧。
6. ↑  総務省統計局 (2014年5月30日). “平成12年国勢調査の調査結果(e-Stat) - 男女別人口及び世帯数 －町丁・字等” (CSV). 2021年7月20日閲覧。
7. ↑  総務省統計局 (2014年6月27日). “平成17年国勢調査の調査結果(e-Stat) - 男女別人口及び世帯数 －町丁・字等” (CSV). 2021年7月21日閲覧。
8. ↑  総務省統計局 (2012年1月20日). “平成22年国勢調査の調査結果(e-Stat) - 男女別人口及び世帯数 －町丁・字等” (CSV). 2021年7月21日閲覧。
9. ↑  総務省統計局 (2017年1月27日). “平成27年国勢調査の調査結果(e-Stat) - 男女別人口及び世帯数 －町丁・字等” (CSV). 2021年7月21日閲覧。

### 書籍
1. 1 2 3 4  「角川日本地名大辞典」編纂委員会 1989, p. 1791.
2. 1 2  「角川日本地名大辞典」編纂委員会 1989, p. 953.